# Semestr
Semestr (z łac. semestris od sex = sześć + mensis = miesiąc) – wyodrębniony okres w roku akademickim lub szkolnym. W Polsce jest to najczęściej połowa tego roku, który jednak trwa 10, a nie 12 miesięcy.
Dawniej (do lat siedemdziesiątych XX wieku) rok szkolny był dzielony na okresy, które w ciągu roku były cztery. Trwały one po około 2,5 miesiąca. Po zakończeniu I i III okresu następowało rozpoczęcie okresów II i IV (nie przysługiwały ferie między nimi), a przerwa przysługiwała jedynie między II i III okresem.
Na koniec semestru wystawiane były oceny (w szkołach) lub organizowane kolokwia i egzaminy (w szkołach wyższych) pozwalające na zaliczenie materiału przerabianego podczas tego okresu (tzw. zaliczenie semestru).